# 橋本修
橋本 修（はしもと おさむ、1953年 - ）は、日本の工学者。専門は電磁波工学。応用電波工学・環境電磁工学・マイクロ波・ミリ波計測工学・電磁応用工学・生体電磁工学なども扱う。学位は、工学博士。青山学院大学副学長・理工学部・大学院理工学研究科教授。
電子情報通信学会、電気学会、建築学会、エレクトロニクス実装学会に所属。電波の人体への悪影響を考え、電波吸収体・シールド材の実用化の研究開発も行う。現在、APMC2010実行委員会副委員長・電子情報通信学会 マイクロ波シミュレータ委員会委員長（~2011年3月まで）、電子情報通信学会 マイクロ波研究専門委員会顧問を務める。

## 経歴
- 1972年 秋田県立角館高等学校卒業
- 1976年 電気通信大学電気通信学部応用電子工学科卒業
- 1978年 電気通信大学大学大学院修士課程修了
- 1978年 株式会社東芝入社
- 1981年 防衛庁入庁
- 1986年 東京工業大学大学院理工学研究科博士課程修了（課程博士論文は「異方性損失材料の電波特性に関する研究」）
- 1991年 青山学院大学助教授
- 1994年 イリノイ大学客員研究員
- 1997年 青山学院大学理工学部電気電子工学科教授
- 2012年 青山学院大学理工学部長[1]
- 2015年 電子情報通信学会エレクトロニクスソサイエティ会長[1]
- 2019年-青山学院大学副学長[2]

### 受賞歴
- 1990年-防衛論文賞
- 2002年-青山学院学術褒賞
- 2003年5月-エレクトロニクス実装学会論文賞
- 2004年-電子情報通信学会功労賞
- 2005年3月-電子情報通信学会エレクトロニクスソサイエティ功労賞
- 2006年3月-電子情報通信学会エレクトロニクスソサイエティ賞
- 2006年-12月-Asia-Pacific Microwave Conference (APMC) 2006 Prize

### 著書
- 「電波吸収体の技術と応用Ⅱ」2008、シーエムシー出版
- 「実践FDTD時間領域差分法」2006、森北出版
- 「電波吸収体の技術と応用」2004、シーエムシー出版
- 「電気電子工学のための数値計算法」1999、総合電子出版社
- 「電波吸収体入門」1997、森北出版